# Konstantin Gennadjewitsch Swetschkar
Konstantin Gennadjewitsch Swetschkar (russisch Константин Геннадьевич Свечкарь, engl. Transkription Konstantin Gennadevich Svechkar; * 17. Juli 1984 in Barnaul, RFSR, Sowjetunion) ist ein ehemaliger russischer Sprinter, der sich auf den 400-Meter-Lauf spezialisiert hat. Mit der russischen 4-mal-400-Meter-Staffel gewann er 2006 die Bronzemedaille bei den Hallenweltmeisterschaften in Moskau.

## Sportliche Laufbahn
Erste internationale Erfahrungen sammelte Konstantin Swetschkar vermutlich im Jahr 2003, als er bei den Junioreneuropameisterschaften in Tampere mit der russischen 4-mal-400-Meter-Staffel in 3:08,81 min die Bronzemedaille gewann. 2005 belegte er bei den U23-Europameisterschaften in Erfurt in 47,87 s den fünften Platz über 400 Meter und belegte mit der Staffel in 3:05,81 min den siebten Platz. Anschließend schied er bei der Sommer-Universiade in Izmir mit 47,57 s im Halbfinale über 400 Meter aus und gewann im Staffelbewerb in 3:03,33 min die Bronzemedaille hinter den Teams aus Polen und Japan. Im Jahr darauf gewann er mit der Staffel bei den Hallenweltmeisterschaften in Moskau in 3:06,91 min gemeinsam mit Alexander Derewjagin, Jewgeni Lebedew und Dmitri Petrow die Bronzemedaille hinter den Teams aus den Vereinigten Staaten und Polen. Im August belegte er bei den Europameisterschaften in Göteborg in 3:04,73 min den siebten Platz im Staffelbewerb. 2007 gelangte er bei den Weltmeisterschaften in Osaka mit 3:0162 min im Finale auf Rang fünf und 2009 wurde er mit der Staffel bei den Halleneuropameisterschaften in Turin nachträglich disqualifiziert, da einer seiner Mitstreiter des Dopings überführt wurde. Im August verpasste er bei den Weltmeisterschaften in Berlin mit der Staffel mit 3:02,78 min den Finaleinzug. 2011 wurde er bei den Weltmeisterschaften in Daegu mit der Staffel erneut nachträglich wegen eines Dopingfalls im Team disqualifiziert und 2013 gewann er bei den Halleneuropameisterschaften in Göteborg in 3:06,96 min gemeinsam mit Pawel Trenichin, Juri Trambowezki und Wladimir Krasnow die Silbermedaille hinter dem britischen Team. Im selben Jahr beendete er dann seine aktive sportliche Karriere im Alter von 29 Jahren.
2010 wurde Swetschkar russischer Meister in der 4-mal-400-Meter-Staffel. Zudem wurde er 2009 Hallenmeister über 400 Meter und 2011 in der 4-mal-200-Meter-Staffel.

## Persönliche Bestleistungen
- 400 Meter: 45,89 s, 22. Juli 2011 in Tscheboksary
  - 400 Meter (Halle): 46,60 s, 17. Februar 2006 in Moskau